# Phaseolus oaxacanus
Phaseolus oaxacanus är en ärtväxtart som beskrevs av Joseph Nelson Rose. Phaseolus oaxacanus ingår i släktet bönor, och familjen ärtväxter. Inga underarter finns listade i Catalogue of Life.